# Louise Hoffsten
Anna Viktoria Louise Hoffsten, född 6 september 1965 i Linköpings församling, Östergötlands län, är en svensk sångare, kompositör, sångtextförfattare och munspelare. Hon är dotter till Gunnar Hoffsten och är gift med skådespelaren Dan Bratt.

## Biografi

### Uppväxt och tidig karriär
Hoffsten, som föddes och växte upp i Linköping, fick tidigt kontakt med musiken då hennes far Gunnar Hoffsten var orkesterledare och spelade trumpet och piano. Fadern hade också två musikaffärer i Linköping – Speldosan och SkivCity. Louise Hoffsten har beskrivit sig som autodidakt, med sin far som sin musikaliska skola. Louise Hoffsten gillade tidigt uppmärksamhet och att uppträda och hade i yngre år planer på att bli skådespelare. I skolan var hon med i ett punkband, kallat Mer Kött, för att få spela trummor. Hon fick snart börja sjunga i det lokala bandet Dyzenteri och därefter gick det vidare. Hon har sagt att innan hon slog igenom hade hon sjungit i "alla band som jag fick tag på" i Linköping. Hon pluggade även en tid som utbytesstudent i USA och sökte även till scenskolan i Malmö, men sedan tog musiken över. Under sina tonår lyssnade hon på artister som Jimi Hendrix, Janis Joplin, John Lee Hooker, Howlin' Wolf och banden Little Feat och Led Zeppelin. Hon har även inspirerats av Monica Zetterlund, som hon kallat sin sångängel och fraseringskonstens mästarinna.
Hoffsten blev 1986 sångare i bluesrockgruppen Sky High och medverkade på bandets album Humanizer som kom 1987. Hon lämnade dock bandet året efter. Hon spelade samma år in sin första soloskiva, Genom eld och vatten, som innehåller några låtar som hon själv varit delaktig i att ha skrivit. Debutalbumet innehåller även låtar av bland andra Nisse Hellberg som också producerade plattan tillsammans med Tomas Gabrielsson. Det efterföljande albumet Stygg kom 1988 och innehöll tre låtar på engelska, däribland låten The seduction of Sweet Louise skriven av Frankie Miller, som Hoffsten även senare ofta framfört under sina konserter. Låten Vin av frihet hamnade på listorna och under 1988 turnerade hon i Sverige med ett eget band.
Hennes två första soloalbum innehöll varsin tolkning av en Cornelis Vreeswijk-låt: Lasse Liten Blues respektive Balladen om ett munspel. Hoffsten kom senare även att bidra med två tolkningar av hans låtar till hyllningsalbumet Den flygande holländaren 2.
1989 hade Hoffsten en biroll som sångerska i filmen 1939 och hon sjöng även filmens titellåt, som hamnade på Svensktoppen. Hennes tredje album Yeah, Yeah, som trots titeln var helt på svenska, kom samma år. Hoffsten åkte 1991 till Memphis, Tennessee, där hon spelade in albumet Message of Love, på vilket bland andra Bonnie Raitts band och Kim Wilson från The Fabulous Thunderbirds medverkade. Hon deltog i krogshowen Lovers & Covers på Hamburger Börs 1992 med Tommy Körberg, Tommy Nilsson och Marie Bergman.

### Rhythm & Blonde
Hoffstens stora genombrott kom 1993 med albumet Rhythm & Blonde, innehållande låtar som Let the best man win, Hit me with Your Lovething och Never Gonna Be Your Lady. Betydande medmusikanter på plattan var gitarristen Staffan Astner och musikern, låtskrivaren och producenten Leif Larsson, vilka hon även samarbetat med senare. Hoffsten tilldelades en Grammis och Rockbjörnen som bästa svenska kvinnliga artist detta år.
1995 kom hennes sjätte album, betitlat 6. Låtarna Nice Doin' Business, Dance On Your Grave och Box Full Of Faces från albumet kom att spelas i inledningen av den amerikanska tv-serien Melrose Place. Några låtar från Rhythm & Blonde-albumet hade även spelats i andra tv-serier från USA.

### Drömmen om Amerika
Louise Hoffsten, som turnerat genom större delen av Sverige flera gånger om, hade tidigare försökt göra karriär i Tyskland. När skivbolaget ville ta bort låtarnas gitarrsolon för att göra musiken mer radiovänlig återvände hon dock till Sverige. Hon hade fortfarande hoppet om att kunna få spela i Amerika, där bluesen hade sina rötter och hennes största musikaliska förebilder fanns.
Hoffstens skivbolag i USA, amerikanska BMG, hade av svenska BMG fått drygt 800 promotionsskivor i hopp om att dessa skulle distribueras till olika radiostationer. Efter att nästan två år gått utan att något hänt, åkte Hoffsten till USA för att träffa vänner och sin syster som bott där sedan många år, samt för att besöka skivbolagets huvudkontor i New York för att försöka få besked. Väl där på kontoret fick hon inget riktigt svar, utan fick lämna skivbolagets skyskrapa med ett par gratis cd-skivor från några okända band. Några veckor senare meddelade bolaget att de inte skulle ge ut hennes skiva.
Före USA-resan hade hon gått igenom en skilsmässa från sitt första äktenskap. Hon hade även känt av yrsel och domningar och därför genomgått olika medicinska undersökningar. När hon kom tillbaka till Sverige väntade beskedet att hon hade multipel skleros. Trots sjukdomen gav dock Hoffsten inte upp planerna på en USA-karriär och det mindre skivbolaget The Track Factory i USA trodde på henne, trots att hon berättat om sin diagnos.
1996 spelade Hoffsten in folkmusikalbumet Kära du, med Lasse Englund och Esbjörn Svensson Trio. Albumet innehåller nytolkningar av kärleksvisor med ursprung i svenska folkvisor och skillingtryck upptecknade under 1700-talet och 1800-talet. Hon kunde göra skivan då hennes skivkontrakt med BMG Sverige föreskrev att de skulle bekosta ett album som låg utanför hennes rockkarriär. Skivan passade även in under arbetet med USA-lanseringen, då den inte skulle behöva någon stor promotionsturné. Hoffsten skriver i boken Blues: 
| ” | Bluesen har alltid legat till grunden för allt jag gjort och steget från blues till folkvisa kändes inte särskilt stort. | „ |

Arbetet med USA-lanseringen fortsatte med ommixningar av låtar från albumen Rhythm & Blonde och 6, samt försök att hitta musiker till ett turnéband. Efter många turer kom plötsligt beskedet att skivbolaget The Track Factory lades ner. Det amerikanska skivbolaget MCA tog över tillgångarna från The Track Factory och valde så småningom att inte släppa den färdigmixade plattan. Efter ett sista försök att gå vidare med lanseringen hos det mindre bolaget Lava lades i juni 1998 drömmen om en karriär i USA på is.

### Blues
1998 utkom Louise Hoffstens självutlämnande bok Blues, i vilken hon beskriver hur hon drabbas av och försöker hantera sjukdomen multipel skleros, arbetet med USA-lanseringen och en djup depression med självmordstankar. Med boken följde även en cd-skiva, Courtstone Blues, som innehåller flera inspelningar av klassiska blueslåtar där hon kompas av Staffan Astner (gitarr), Backa Hans Eriksson (bas) och Christer Jansson (trummor).
Samma år läste Hoffsten in barnsagan Tilde & Tiden och medverkade på samlingsalbumet Den flygande holländaren 2. Hon kämpade samtidigt med sjukdomen och tvivlade på en fortsatt karriär med musiken. 1999 besökte hon ett nunnekloster i Israel, med funderingar om att bli nunna som ett sätt att fly från sitt dåvarande tillstånd. Efter att ha pratat med nunnorna i klostret kom hon fram till att hennes kall var att sjunga.

### 1999–2010
1999 släppte Hoffsten ett nytt album med egna låtar, Beautiful, But Why?, som hon producerade tillsammans med Lasse Englund. I låtskrivandet för albumet samarbetade Hoffsten med Leif Larson och Terry Cox. Soundet på skivan liknar i vissa låtar "Rhythm & Blonde" och "6", men generellt är texterna mörkare och tempot långsammare. Samma år spelade countrysångerskan Faith Hill in en coverversion av låten "Bringing Out The Elvis" från Hoffstens album 6 (skriven av Hoffsten och Leif Larsson) på albumet Breathe. Faith Hills album kom att bli ett av de populäraste countryalbumen i USA, med mer än 10 miljoner sålda exemplar.
Vid utdelningsceremonin av Polarpriset till Bob Dylan år 2000 sjöng Hoffsten Dylans låt "What Good Am I?" i den musikaliska Dylan-hyllningen, där även Bryan Ferry uppträdde. 2001 medverkade Hoffsten som gästartist på tre olika album tillsammans med Anders Widmark, Lars Winnerbäck och Totta Näslund.
2002 utgavs samlingsalbumet Collection 1991-2002, som bland annat innehöll tre nya låtar och flera av de remixade låtarna från den tidigare planerade USA-plattan. Som en uppföljning till samlingsplattan gjorde Hoffsten därefter ett flertal "operablues"-konserter där hon framförde sina låtar i arrangemang för en symfoniorkester. Dramatikern Kristina Lugn hjälpte till med arbetet att sätta upp föreställningen. Ett livealbum från en av föreställningarna, Live med Folkoperans Orkester, kom 2003. Samma år gifte hon sig med skådespelaren Dan Bratt, som hon fick en son med.
Hoffsten hade även fått kontakt med skivbolaget Memphis International Records i USA, som ville ge ut en skiva med henne. Detta ledde till att cd-skivan Courtstone Blues, som tidigare bara getts ut med hennes bok Blues, släpptes i USA och Sverige 2004. Albumet var en ommixad nyutgåva med renare ljud och utkom under namnet Knäckebrödsblues. Tack vare kontakten med sitt nya skivbolag reste Hoffsten 2005 återigen till Memphis, denna gång för att spela in albumet From Linköping to Memphis. Albumet lovordades av bland andra musikerkollegorna K.D. Lang och Nancy Sinatra.
Då posten gav ut ett frimärkshäfte, Rock 54-04, för att fira att rockmusiken i Sverige fyllde 50 år under 2004 blev Louise Hoffsten frimärke. Övriga musiker som syntes i häftet var bland andra Elvis Presley, Ulf Lundell och Eva Dahlgren.
Under 2005–2006 uppträdde hon i showen Ung rebell, rockens kvinnor tillsammans med Karin Wistrand, Marika Lagercrantz samt Peter Jezewski med All male band. De porträtterade kvinnliga musiklegendarer som Janis Joplin, P J Harvey, Patsy Cline, Patti Smith och Big Mama Thornton.
I november 2007 släpptes albumet Så speciell, som Hoffsten själv beskrivit som "americana på svenska", där hon samarbetade med Peter LeMarc, Leif Larsson och Peter Kvint under låtskrivandet. Peter Kvint producerade även albumet, som var hennes första svenskspråkiga album sedan 1996. Hoffsten sa i en intervju att hon egentligen inte lyssnat på svensk musik, förutom på Cornelis. Det var först efter mötet med Peter LeMarc som hon kände att hon kunde skriva låttexter på svenska, med LeMarc som mentor och medförfattare till nio av låttexterna på albumet. Förutom låtarna "Som varje dag" och titellåten, utmärks plattan av låtarna "Vem av oss två" som handlar om förhållandet mellan styvmor och styvdotter, "Slätten" som är en hyllningsblues till Östergötland samt "Sju steg till dörren" som är baserad på fragment ur hennes bok Blues där William S. Burroughs cut up-teknik används.
Hoffsten medverkade i slutet av 2007 tillsammans med andra svenska artister på några hyllningskonserter till Sam Cooke på Södra teatern i Stockholm. Konserterna leddes av Sören "Sulo" Karlsson från the Diamond Dogs och musiken utgavs senare på livealbumet Soul Folks, The Sam Cooke Concerts i december 2008.
År 2008 kom att bli ett år med ett flertal artistsamarbeten och konserter. Under våren 2008 turnerade Hoffsten i Sverige med ett tremannaband och framförde då huvudsakligen låtar från albumet Så speciell. I april medverkade hon även i Sveriges Televisions tv-program Psalmtoppen. Hon läste sedan Stig Dagermans dikt Vårt behov av tröst är omättligt... med originalmusik av Lasse Englund i Sveriges Radio i maj 2008. I augusti medverkade hon i konserten Gospel Train på Stockholms Kulturfestival med bland andra bluesmusikern Eric Bibb. Hoffsten sjöng även in låten "Stumbled Into Heaven" av Frankie Miller (som skrivit låten "The seduction of Sweet Louise") med Sulo. Låten gavs ut på Sulos album Hear me out, tillsammans med en musikvideo i oktober. Samma månad uppträdde hon med Mats Ronander på Östersunds Bluesfestival. Tillsammans med blueskollegan Sven Zetterberg, som sjungit in titellåten på Soul Folks-albumet, medverkade Hoffsten sedan som gästartist i the Refreshments julkonsert Rock’n’roll X-mas på en turné i Sverige under november-december 2008.. Hoffsten sjunger den svenska titellåten till barnprogrammet Piggley Winks äventyr. 2010 medverkade Louise Hoffsten i en låt på Sarah Dawn Finers vinteralbum Winterland som släpptes den hösten. Låten heter Winter Song och är ursprungligen skriven av Sara Bareilles och Ingrid Michaelson.

### 2011–idag
2011 deltog hon i tv-programmet Stjärnorna på slottet och 2012 var hon med i Körslaget 2012 med en kör från hemstaden Linköping. Hon slutade tvåa efter Putte Nelsson. Hoffsten gick direkt till final i Melodifestivalen 2013 med låten "Only the Dead Fish Follow the Stream", som slutade på en femteplats. Några veckor senare gick låten in på Svensktoppens tredjeplats och låg sammanlagt tjugotre veckor på listan. Samma år framträdde hon i tredje säsongen av Moraeus med mera.
2015 kom självbiografin En näve grus skriven tillsammans med Lena Katarina Swanberg.
2018 deltog hon i TV 4-programmet Så mycket bättre.

## Priser och utmärkelser
- 1991 – Ulla Billquist-stipendiet

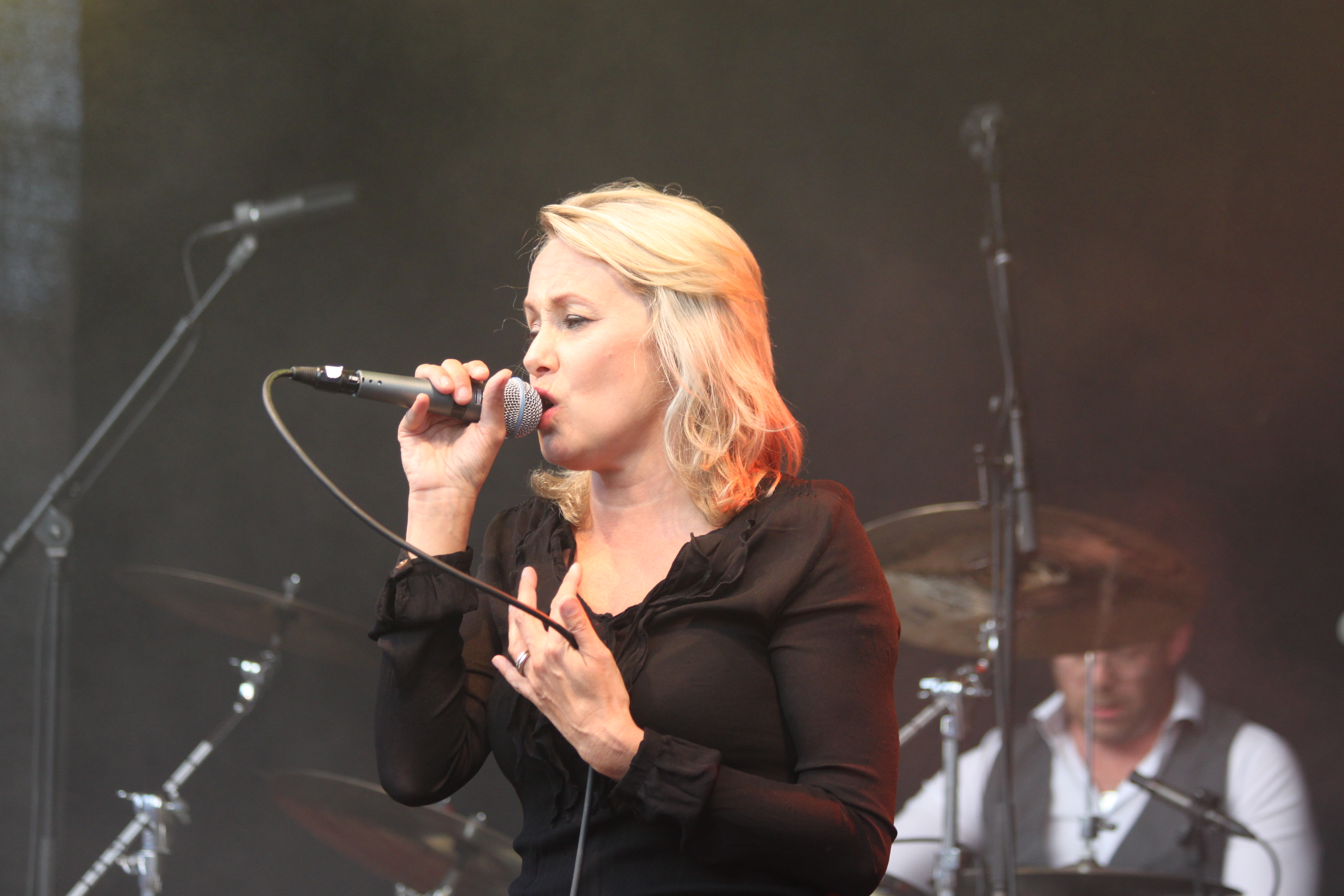
Louise Hoffsten, 4 juli 2013

- 1993 – Grammis som "Årets kvinnliga pop/rockartist" för Rhythm & Blonde
- 1993 – Rockbjörnen som "Årets svenska kvinnliga artist"
- 1996 – Karamelodiktstipendiet[25]
- 1998 – Pris ur Truxas minnesfond
- 2001 – Cornelis Vreeswijk-stipendiet
- 2004 – Kulturpris ur förre landshövdingen Rolf Wirténs Kulturstiftelse
- 2004 – Thore Ehrling-stipendiet
- 2004 – TCO:s kulturpris
- 2005 – Filosofie hedersdoktor vid Linköpings universitet
- 2010 – Evert Taube-stipendiet
- 2014 – Ejnar Westling-stipendiet[26]
- 2016 – Fjellispriset
- 2020 – Olle Adolphson-stipendiet[27]
- 2022 – Musikförläggarnas Hederspris[28]
- 2023 – Åmåls Blues Fest Award[29]

## Diskografi

### Album

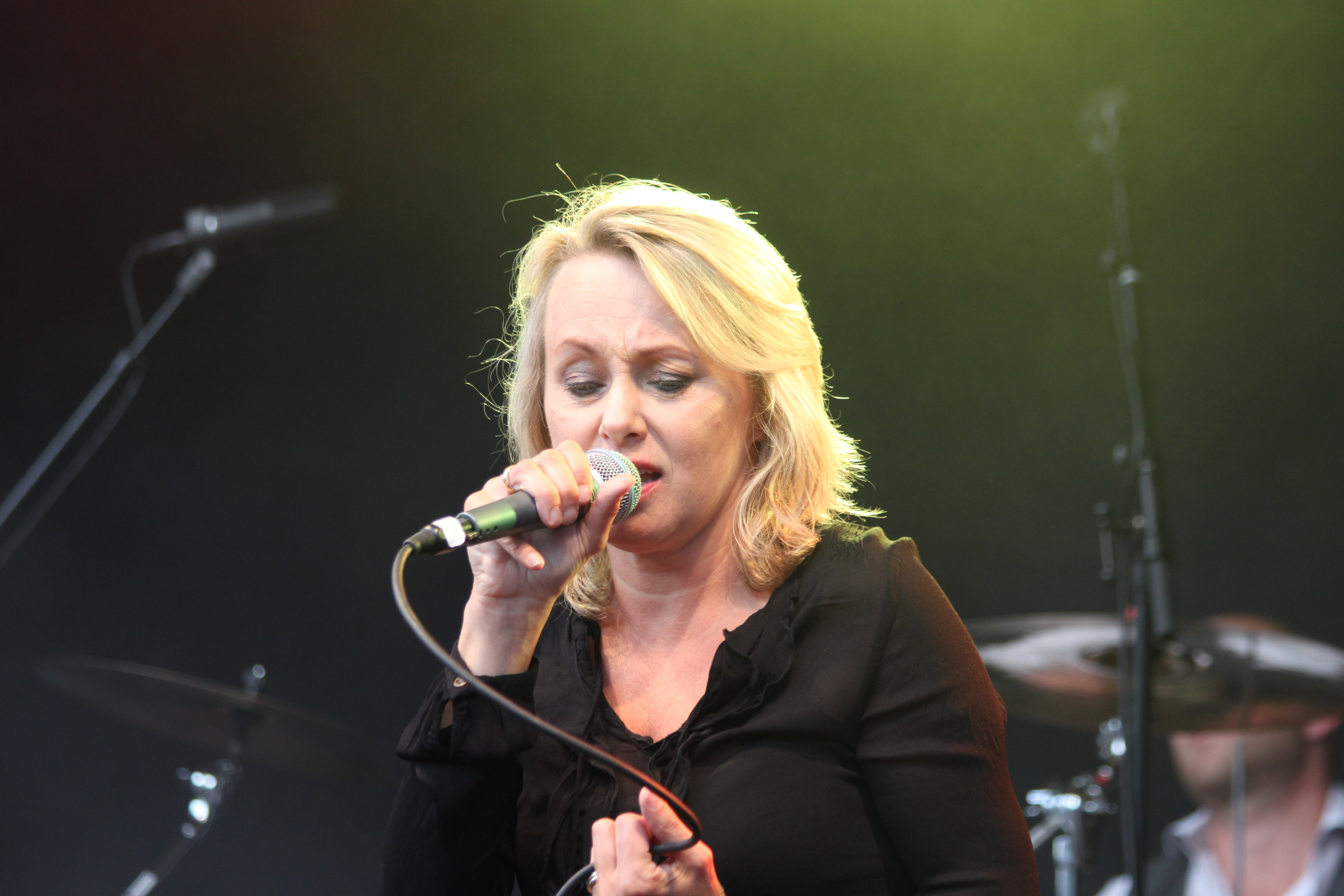
Louise Hoffsten, 4 juli 2013

- 1987 – Genom eld och vatten
- 1988 – Stygg
- 1989 – Yeah, Yeah
- 1991 – Message of Love
- 1993 – Rhythm & Blonde
- 1995 – 6
- 1996 – Kära du med Lasse Englund och Esbjörn Svensson Trio
- 1998 – Blues (CD inkluderad med Hoffstens bok Blues)
- 1998 – Tilde & tiden (barnsaga uppläst av Louise Hoffsten)
- 1999 – Beautiful, But Why?
- 2002 – Collection 1991–2002
- 2003 – Louise Hoffsten live med Folkoperans orkester
- 2003 – Hits (album av Louise Hoffsten)
- 2004 – Knäckebröd Blues (remix av Blues från 1998)
- 2005 – From Linköping to Memphis
- 2007 – Så speciell
- 2009 – På andra sidan Vättern
- 2012 – Looking for Mr. God
- 2014 – Bringing Out the Elvis
- 2015 – L
- 2017 – Röster ur mörkret
- 2022 – Crossing the Border

### Singlar och EP
- 2011 – I'll Get By
- 2013 – Only The Dead Fish Follow The Stream
- 2013 – Vem får nu se alla tårar
- 2016 – Utan dig (I confess)
- 2016 – Livet
- 2018 – Jazz for Funerals (EP)
- 2018 – Lovesick
- 2018 – Ljus & värme
- 2018 – Så mycket bättre – tolkningarna 2018 (EP)
- 2019 – You Sing to Know
- 2019 – Tease Me
- 2020 – En Vacker Värld
- 2020 – Alltid Du
- 2020 – Från himmelen fallen
- 2020 – Försöker hålla om (EP)
- 2021 – I Know a Place Called Memphis
- 2021 – I Need You God Damn
- 2021 – Don't Wanna Lose You
- 2024 – En gypsyman från Hisingen
- 2024 – Jag vill ha roligt ändå
- 2024 – Släcker ljuset sen
- 2025 – High When You Hold Me